# Euphaedra inaequabilis
Euphaedra inaequabilis är en fjärilsart som beskrevs av Friedrich Thurau 1903. Euphaedra inaequabilis ingår i släktet Euphaedra och familjen praktfjärilar. Inga underarter finns listade i Catalogue of Life.